# География на Камбоджа
Камбоджа е държава в Югоизточна Азия, заемаща югоизточните части на полуостров Индокитай. Площ 181 035 km². Население на 1 януари 2018 г. 10 246 000 души. Столица град Пном Пен.

## Географско положение, граници, големина
Камбоджа е държава в централната част на Югоизточна Азия, заемаща югоизточните райони на полуостров Индокитай. На запад и северозапад Камбоджа граничи с Тайланд (дължина на границата 720 km), на север – с Лаос (404 km) и на изток – с Виетнам (930 km). Обща дължина на границите (само сухоземни) 2054 km. Преобладаващата част от границите ѝ преминават през равнинни райони. На юг се мие от водите на Тайландския залив на Южнокитайско море. Дължина на бреговата линия 435 km. Дължина от запад на изток 320 km, ширина от север на юг 240 km. В тези си граници заема площ от 181 035 km².
Крайни точки:
- на север – провинция Стънг Тренг, граница с Лаос 14°41’26” с.ш.
- на юг – провинция Кампон, остров Кох Поуло Ваи в Тайландския залив 9°54’52” с.ш.
- на запад – провинция Батамбанг, граница с Тайланд, десен бряг на река Сай 102°20’01” и.д.
- на изток – провинция Ратана Кири, граници с Виетнам 107°37’40” и.д.

## Природа
Голяма част от територията на Камбоджа се заема от Камбоджанската равнина, изградена предимно от алувиални и езерни наслаги. На запад се простира планината Краван (Кардамонова) с връх Орал 1813 m, в строежа на която преобладават пясъчниците. На север по границата с Тайланд е разположено възвишението Дангрек (761 m), а на изток – западните предпланински райони на Анамските планини (над 1500 m), изградени предимно от кристалинни скали.
Климатът на страната е субекваториален, мусонен, с влажно лято и относително суха зима. Средната температура на най-горещия месец април в равнинните райони е 29 – 30°С, а на най-прохладния – декември 25 – 26°С. Годишната сума на валежите варира от 700 – 1500 mm в равнините, до 2000 mm в планините.
Речната мрежа на страната е гъста. Най-голямата река е Меконг, която протича през Камбоджа със своето долно течение. Тя се отличава със своите резки колебания на нивото си праз годината – от 7 – 9 до 12 – 15 m, с максимален отток в началото на есента. Други по-големи реки са: Сен 520 km, Чинит 264 km, Сонг Ке 250 km, Сан 237* km, Тонлесап 80 km. На запад е разположено голямото и плитко езеро Тонлесап, размерите на което са подложени на резки колебания.
Горите заемат около 3/4 от територията на Камбоджа. На изток са развити листопадни тропически гори, а в планините – вечно зелени гори с ценни дървесни видове (салово, тиково, лаково, камфорово дърво), развити върху латеритни почви. Останалата територия е заета от савани и редки гори, с гъсти бамбукови горички и различни храсти. По крайбрежието на Тайландския залив се срещат мангрови гори. Значителна част от Камбоджанската равнина е покрита с плодородни алувиални почви.
Фауната на страната е богата и разнообразна. В планините се срещат тигри, пантери, черни мечки, слонове. В река Меконг и нейните притоци са се съхранили крокодили и множество водоплаващи птици (пеликан, фламинго). Езерото Тонлесап е богато на риба.